# Sân vận động Narendra Modi
Sân vận động Narendra Modi (tiếng Gujarat: નરેન્દ્ર મોદી સ્ટેડિયમ; tiếng Anh: Narendra Modi Stadium), trước đây được gọi là Sân vận động Motera, là một sân vận động cricket nằm trong Khu liên hợp thể thao Sardar Vallabhbhai Patel ở Ahmedabad, Gujarat, Ấn Độ. Tính đến năm 2022, đây là sân vận động cricket lớn nhất thế giới và là sân vận động lớn nhất thế giới, với sức chứa 132.000 khán giả. Sân thuộc sở hữu của Hiệp hội cricket Gujarat và là nơi tổ chức các trận đấu cricket Test, ODI và T20I.
Sân vận động cũ được xây dựng vào năm 1983 và được cải tạo lần đầu tiên vào năm 2006. Nơi đây trở thành địa điểm thường xuyên tổ chức các trận đấu cricket quốc tế trong thành phố. Vào năm 2015, sân vận động này đã bị đóng cửa và phá bỏ. Sân vận động mới đã được khánh thành vào tháng 2 năm 2020, với chi phí xây dựng ước tính là 800 karor rupee (110 triệu đô la Mỹ).
Ngoài cricket, sân vận động còn tổ chức một số chương trình do Chính quyền Gujarat sắp xếp. Sân đã tổ chức các trận đấu trong các kỳ Giải vô địch cricket thế giới 1987, 1996 và 2011. Tính đến năm 2021, sân vận động này đã tổ chức 14 trận đấu Test, 24 trận đấu ODI và 6 trận đấu T20I.
Vào ngày 24 tháng 2 năm 2021, sân vận động được đổi tên thành Sân vận động Narendra Modi để vinh danh Thủ tướng hiện tại của Ấn Độ, Narendra Modi, người gốc Gujarat và là cựu thủ hiến bang Gujarat. Sân đã tổ chức trận đấu Test bóng hồng đầu tiên vào ngày 24 tháng 2 năm 2021 giữa Ấn Độ và Anh.

## Hình ảnh

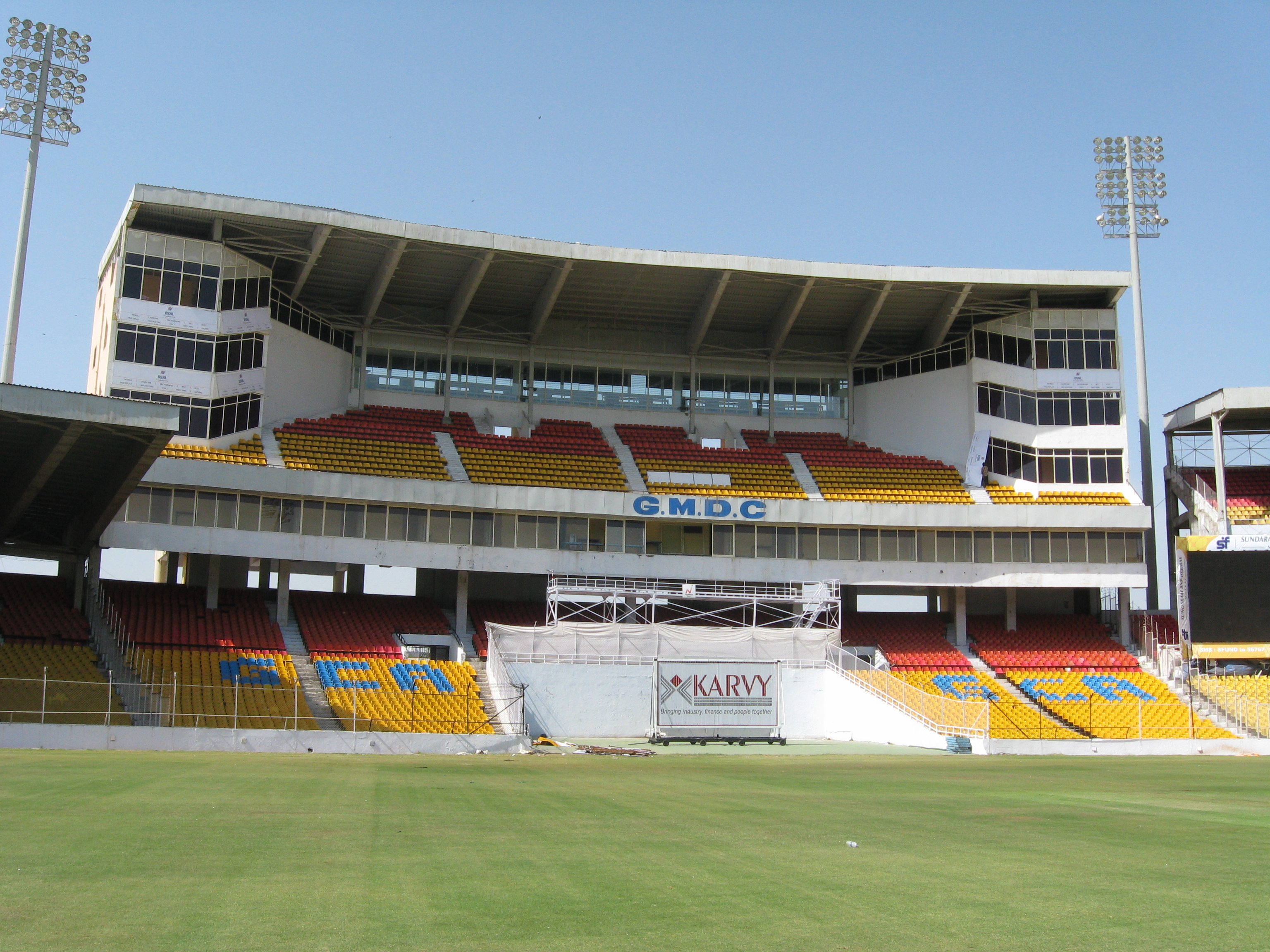
GMDC Pavilion (sân vận động cũ)
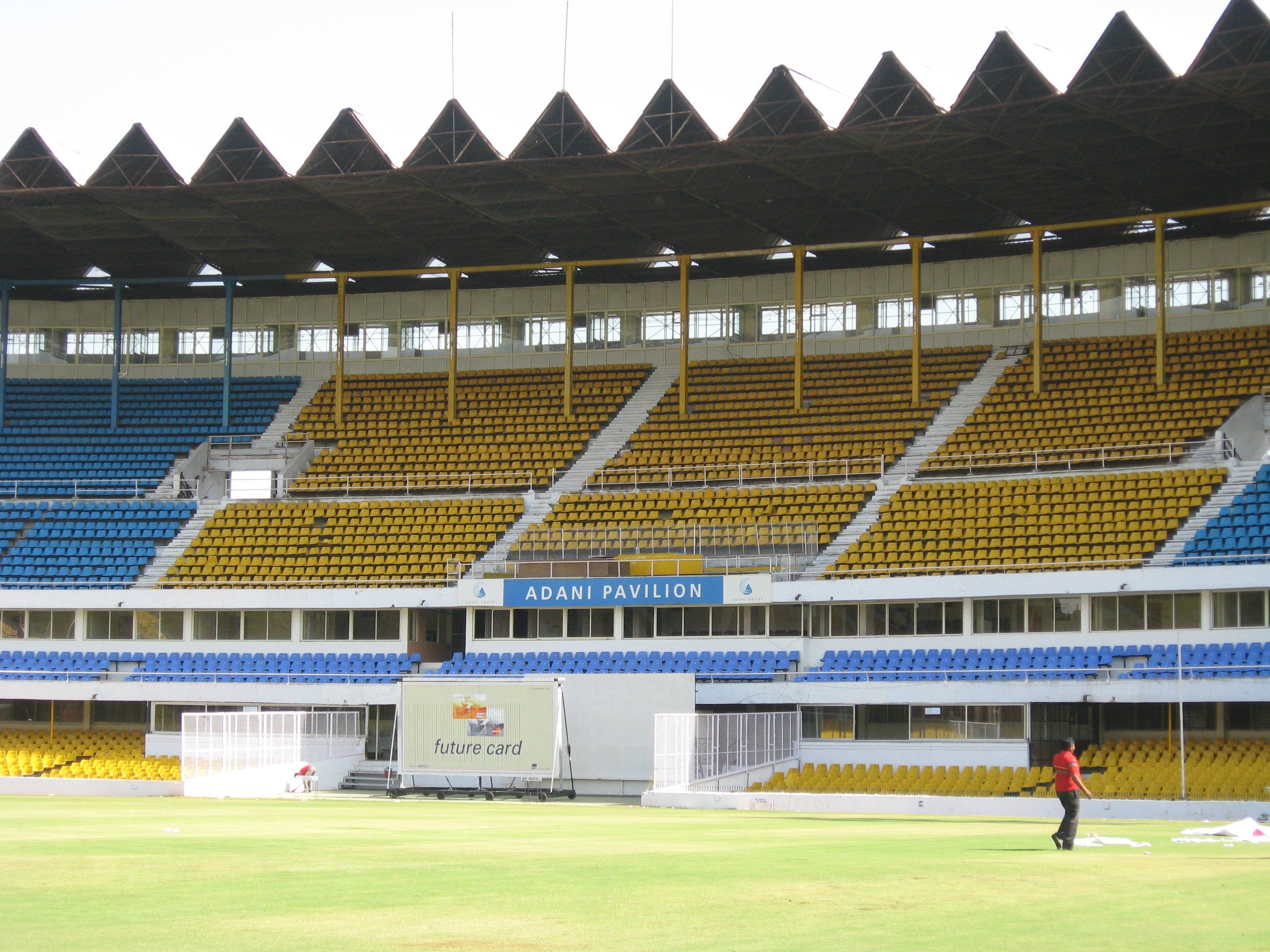
Adani Pavilion nhìn từ mặt sân hình tròn 30 yd (sân vận động cũ)
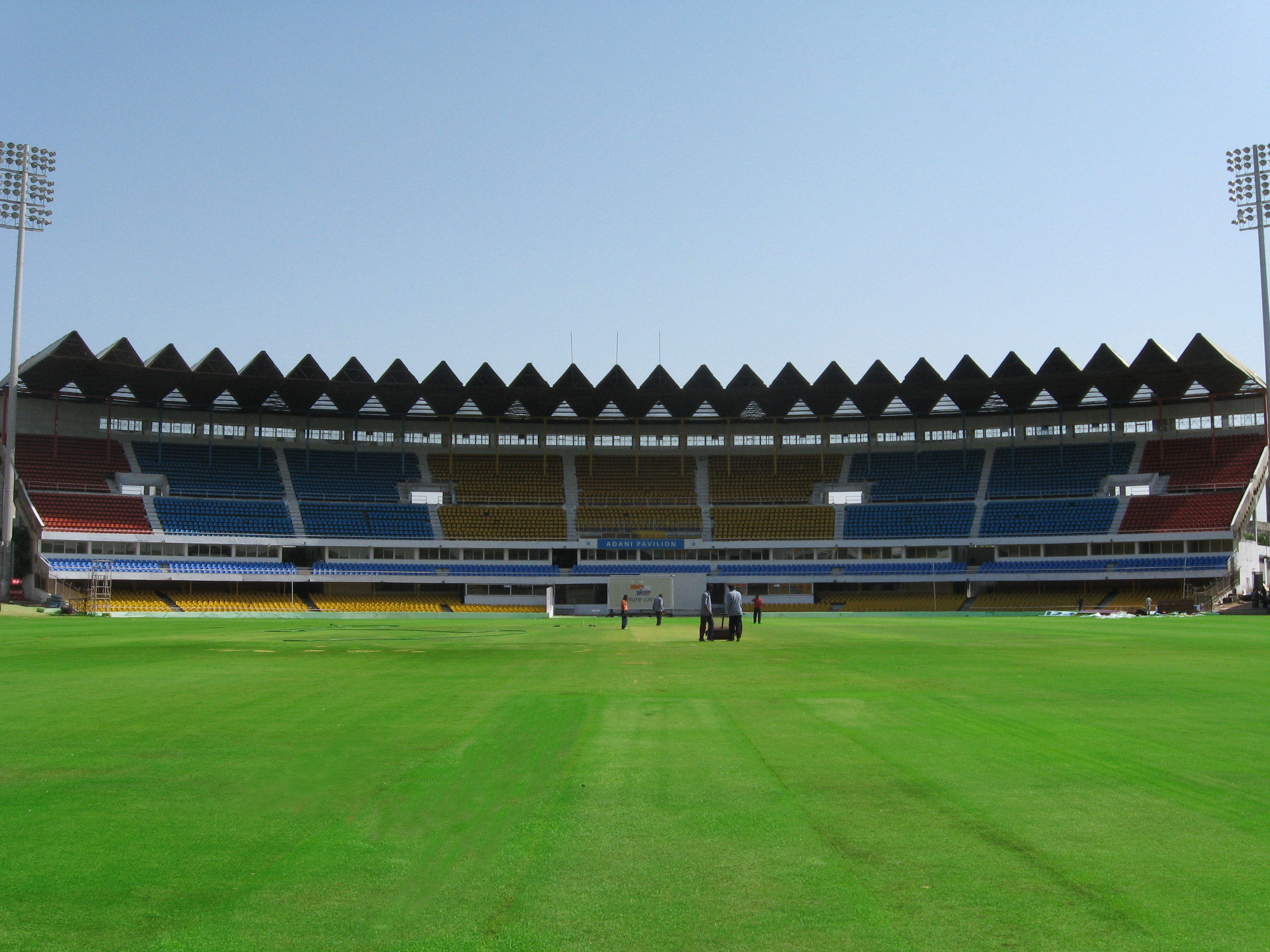
Adani Pavilion nhìn từ phần cuối GMDC Pavilion (sân vận động cũ)
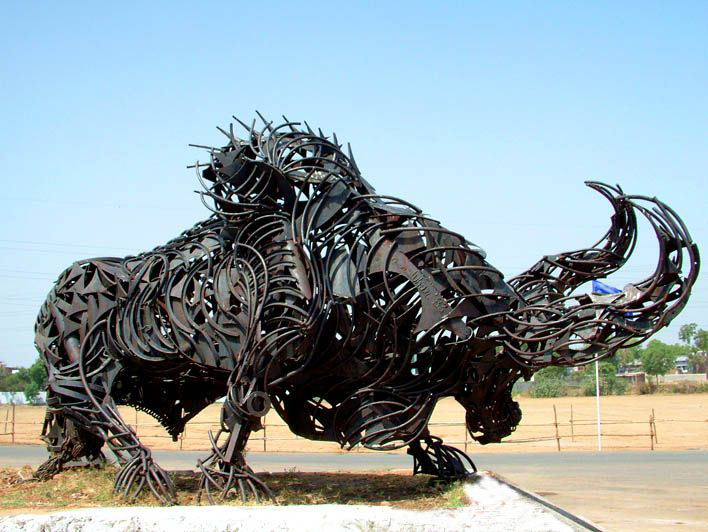
Tượng bò mộng làm bằng sắt ở lối vào sân vận động